# Stara Dąbrowa (Dąbrowa Górnicza)
Stara Dąbrowa – dawna wieś w granicach miasta Dąbrowy Górniczej, od której to miasto wzięło swoją nazwę. W granicach Dąbrowy od 1916 roku. Znajdowała się w rejonie współczesnych ulic Legionów Polskich i Górniczej, w pobliżu kościoła św. Barbary. Obecnie obszar ten leży na południowym zachodzie miasta, blisko granicy z Sosnowcem.

## Historia
Stara Dąbrowa to pierwotna wieś na wzgórzu na obszarze Dąbrowy Górniczej. Mimo zamożości mieszkańców długo zachowywała swój dawny charakter. Wokół niej powstały osady i dzielnice przemysłowe takie jak Reden, Huta Bankowa czy Ksawera, stając się najważniejszą osadą górniczą w Królestwie Polskim i jednym z ognisk przemysłu fabrycznego.
W latach 1867–1874 należała do gminy Zagórze, a w latach 1874–1909 do gminy Górniczej w powiecie będzińskim. W 1909 roku z gminy Górniczej wydzielono nową gminę Zagórze. Z pozostałej części gminy Górnicza powstała gmina Dąbrowa Górnicza (składająca się z miejscowości: Stara Dąbrowa, Niepiekło, Huta Bankowa, Łabęcka, Reden, Ksawera, Mydlice, Niepiekło, Huty Cynkowe i Koszelew).
Podczas I wojny światowej (1915–1916) w Generalnym Gubernatorstwie Lubelskim pod okupacją austriacko-węgierską. W Dąbrowie ulokowano siedzibę nowo utworzonego powiatu dąbrowskiego. Gmina Dąbrowa Górnicza przestała funkcjonować jako jednostka wiejska z dniem 18 sierpnia 1916 roku w związku z nadaniem jej praw miejskich przez austriackie władze okupacyjne i przekształceniu jej w gminę miejską. 5 maja 1923 część terenów Dąbrowy włączono o Będzina.